# Rivière (België)
Rivière is een plaats en deelgemeente van de Belgische gemeente Profondeville.
Rivière ligt in de provincie Namen en was tot 1 januari 1977 een zelfstandige gemeente.
Het gehucht Burnot gelegen bij de monding van het gelijknamige riviertje in de Maas gaf ook zijn naam aan het aldaar gevonden conglomeraatgesteente, de Formatie van Burnot.

## Demografische ontwikkeling
- Bronnen:NIS, Opm:1831 tot en met 1970=volkstellingen, 1976= inwonersaantal op 31 december

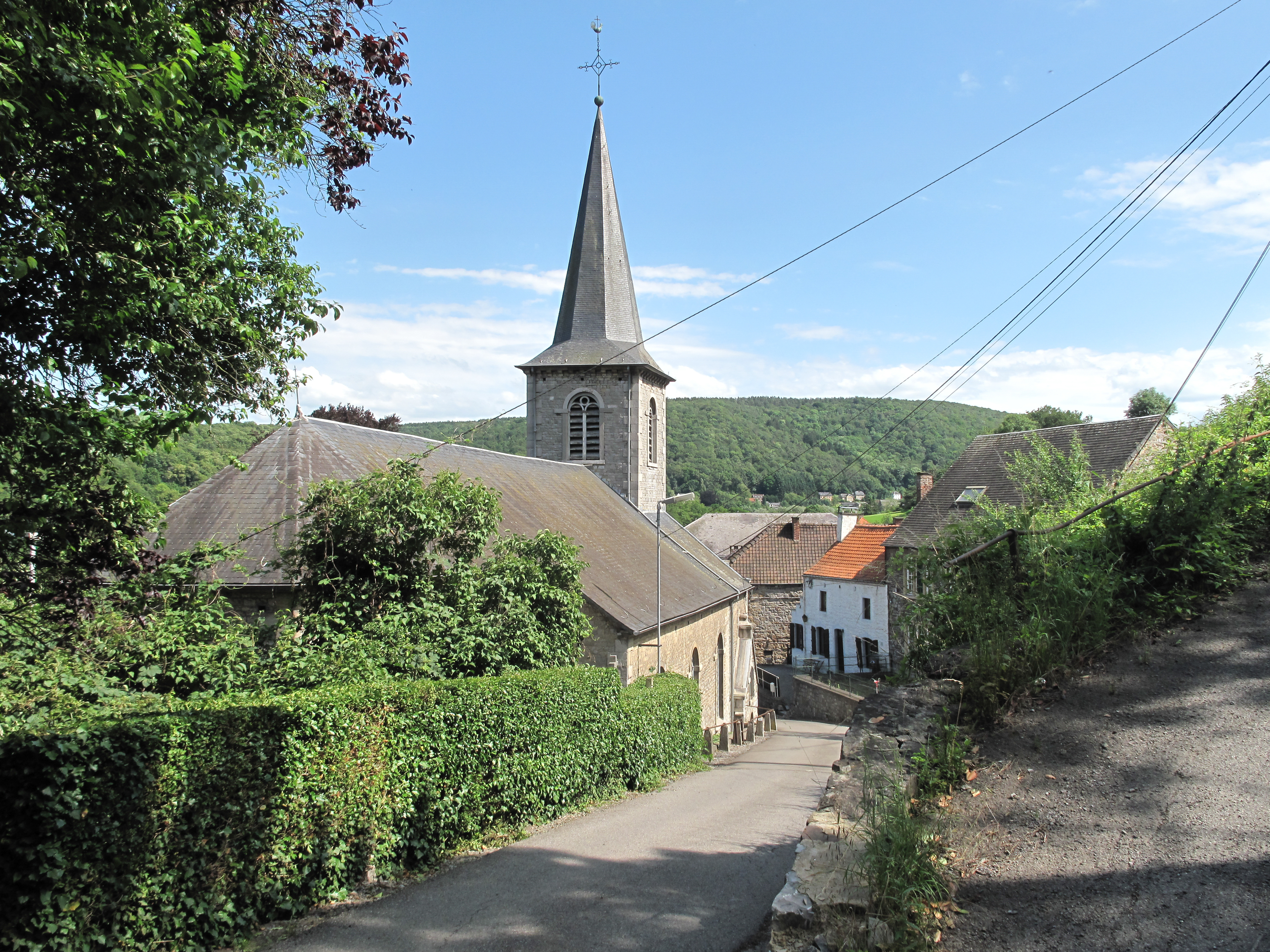
Rivière, kerk